# Skwer Trzech Tramwajarek
Skwer Trzech Tramwajarek – skwer zlokalizowany w Poznaniu, na Jeżycach, na narożniku ulic Dąbrowskiego i Kochanowskiego.

## Uchwała
Nazwę skwerowi nadano uchwałą Rady Miasta Poznania nr LXIX/1254/VII/2018 z 26 czerwca 2018 w związku ze stanowiskiem Rady Miasta o promowaniu kobiet w nazewnictwie ulic i skwerów w 2018. Inicjatorem wniosku nazewniczego była Fundacja Kochania Poznania.

## Upamiętnienie
Nazwa upamiętnia trzy poznańskie tramwajarki, które podczas Poznańskiego Czerwca w 1956 niosły biało-czerwony sztandar na czele demonstracji patriotycznej i zostały uwiecznione na jednej z popularnych fotografii z Czarnego Czwartku. Kobiety te były w następnych latach szykanowane przez władze komunistyczne. Były to:
- Maria Kapturska,
- Helena Przybyłek,
- Stanisława Sobańska[2].

## Otoczenie
Do skweru przylegają: Pomnik Poległych w Powstaniu Poznańskim (od północy) i budynek dawnej Izby Rolniczej (od wschodu).